# José Newton Cardoso Marchiori
José Newton Cardoso Marchiori é um professor, pesquisador e escritor brasileiro.

## Biografia
Nasceu em Jaguari e é formado no curso de Engenharia florestal na Universidade Federal de Santa Maria.
Escreveu diversos livros, entre eles Do céu  de Santa Maria editado pela UFSM. Também é membro do corpo editorial do periódico Balduinia, Ciência e Ambiente, e revisor de periódico do Ciência Rural, Revista Árvore, CERNE (UFL), Revista Brasileira de Ciências Agrárias e também do periódico Ambiência (UNICENTRO).

## Livros publicados
- Esboço Histórico de Jaguari (1999)
- Gênese da Colônia Jaguari (2000)
- Jaguari - Documentos Históricos e Relatos (2001)
- Jaguari - Álbum do Centenário (2021)
- Do céu de Santa Maria
- Dendrologia das Gimnospermas
- Dendrologia das Angiospermas: Myrtales
- Dendrologia das Angiospermas: das Magnoliáceas às Flacurtiáceas
- Dendrologia das Angiospermas: Leguminosas
- Dendrologia das Angiospermas: das Bixáceas às Rosáceas [2][3]